# Balete, Aklan
Balete là một đô thị hạng 4 ở tỉnh Aklan, Philippines. Theo điều tra dân số năm 2015, đô thị này có dân số 28.920 người trong.

## Các khu phố (barangay)
Balete được chia thành 10 khu phố (barangay).
- Aranas
- Arcangel
- Calizo
- Cortes
- Feliciano
- Fulgencio
- Guanko
- Morales
- Oquendo
- Poblacion